# Gustaf Klarén
Gustaf Klarén   (Fritsla, 30 de març de 1906 - Borås, 27 de setembre de 1984) va ser un lluitador d'estil lliure suec que va competir durant la dècada de 1930.
El 1932 va prendre part en els Jocs Olímpics d'Estiu de Los Angeles, on va guanyar la medalla de bronze en la categoria del pes lleuger del programa de lluita lliure.
Un cop retirat va regentar una botiga de cigars a Borås.